# Terraube
Terraube är en kommun i departementet Gers i regionen Occitanien i sydvästra Frankrike. Kommunen ligger i kantonen Lectoure som tillhör arrondissementet Condom. År 2022 hade Terraube 361 invånare.

## Befolkningsutveckling
Antalet invånare i kommunen Terraube
Referens:INSEE